# Lonnie Donegan
Lonnie Donegan MBE (29 de abril de 1931 — 3 de novembro de 2002) foi um músico de skiffle britânico. Conhecido como o "Rei do Skiffle", emplacou mais de 20 canções no Top 30 do Reino Unido, sendo frequentemente citado como influência por uma geração de músicos britânicos que tornaram-se famosos na década de 1960.
Morreu em 2002 aos 71 anos, após sofrer um ataque cardíaco enquanto estava em turnê e prestes a participar de um concerto com o The Rolling Stones em homenagem a George Harrison.

## Discografia

### Singles
- 1955 "Rock Island Line" / "John Henry"
- 1956 "Diggin' My Potatoes" / "Bury My Body"
- 1956 "Lost John" / "Stewball"
- 1956 "Bring A Little Water, Sylvie" / "Dead or Alive"
- 1956 "On A Christmas Day" / "Take My Hand Precious Lord"
- 1957 "Don't You Rock Me Daddy-O"
- 1957 "Cumberland Gap"
- 1957 "Gamblin' Man" / "Puttin' On the Style"
- 1957 "My Dixie Darlin'" / "I'm Just a Rolling Stone"
- 1957 "Jack O' Diamonds" / "Ham 'N' Eggs"
- 1958 "The Grand Coulee Dam" / "Nobody Loves Like an Irishman" (1958)
- 1958 "Midnight Special" / "When The Sun Goes Down"
- 1958 "Sally Don't You Grieve" / "Betty, Betty, Betty" (1958)
- 1958 "Lonesome Traveller" / "Times are Getting Hard Boys" (1958)
- 1958 "Lonnie's Skiffle Party" / "Lonnie Skiffle Party Pt.2"
- 1958 "Tom Dooley" / "Rock O' My Soul" (1958)
- 1959 ""Does Your Chewing Gum Lose It's Flavour (On The Bedpost Over Night)" / "Aunt Rhody"
- 1959 "Fort Worth Jail" / "Whoa Buck"
- 1959 "Fort Bewildered" / "Kevin Barry" / "It is No Secret" / "My Lagan Love Buck"
- 1959 "Battle of New Orleans" / "Darling Corey"
- 1959 "Sal's Got A Sugar Lip" / "Chesapeake Bay"
- 1959 "Hold Back Tomorrow"
- 1959 "San Miguel" / "Talking Guitar Blues" (1959)
- 1960 "My Old Man's A Dustman" / "The Golden Vanity"
- 1960 "I Wanna Go Home (Wreck Of the 'John B')" / "Jimmy Brown The Newsboy"
- 1960 "Lorelei" / "In All My Wildest Dreams"
- 1960 "Rockin' Alone"
- 1960 "Lively" / "Black Cat (Cross My Path Today)"
- 1960 "Virgin Mary" / "Beyond The Sunset"
- 1961 "(Bury Me) Beneath The Willow" / "Leave My Woman Alone"
- 1961 "Have A Drink on Me" / "Seven Daffodils"
- 1961 "Michael, Row the Boat" / "Lumbered"
- 1961 "The Comancheros" / "Ramblin' Round" (1961)
- 1962 "The Party's Over" / "Over the Rainbow" (1962)
- 1962 "I'll Never Fall in Love Again" / "Keep on the Sunny Side"
- 1962 "Pick A Bale of Cotton" / "Steal Away"
- 1962 "The Market Song" / "Tit-Bits"
- 1963 "Losing My Hair" / "Trumpet Sounds"
- 1963 "It Was A Very Good Year" / "Rise Up"
- 1963 "Lemon Tree" / "I've Gotta Girl So Far"
- 1964 "500 Miles Away From Home" / "This Train"
- 1964 "Beans in My Ears" / "It's a Long Road to Travel"
- 1964 "Fisherman's Luck" / "There's A Big Wheel"
- 1965 "Get Out Of My Life" / "Won't You Tell Me"
- 1965 "Louisiana Man" / "Bound For Zion"
- 1966 "World Cup Willie" / "Where In This World are We Going"
- 1966 "I Wanna Go Home" / "Black Cat (Cross My Path Today)"
- 1967 "Aunt Maggie's Remedy" / "(Ah) My Sweet Marie"
- 1968 "Toys" / "Relax Your Mind"
- 1969 "My Lovely Juanita" / "Who Knows Where the Time Goes"
- 1972 "Speak To The Sky" / "Get Out of My Life"
- 1973 "Jump Down Turn Around (Pick a Bale of Cotton)" / "Lost John Blues" (apenas na Austrália)

### Álbuns
- 1956 Lonnie Donegan Showcase
- 1957 Lonnie
- 1958 Tops with Lonnie
- 1959 Lonnie Rides Again
- 1961 Does Your Chewing Gum Lose It's Flavour (On The Bedpost Overnight)
- 1961 More! Tops with Lonnie
- 1962 Sing Hallelujah
- 1965 The Lonnie Donegan Folk Album
- 1970 Lonniepops - Lonnie Donegan Today
- 1974 Lonnie Donegan Meets Leinemann
- 1976 Country Roads
- 1978 Puttin' On the Style
- 1979 Sundown
- 1999 Muleskinner Blues
- 2000 This Y'ere The Story
- 2000 The Skiffle Sessions - Live in Belfast
- 2006 The Last Tour

### Coletâneas
- 1962 Golden Age of Donegan
- 1963 Golden Age of Donegan Volume 2
- 1978 Putting On the Style
- 1998 King of Skiffle
- 2003 Puttin' On the Style - The Greatest Hits

### EPs
- 1956 Skiffle Session (EP)

1. "Railroad Bill"
2. "Stockalee"
3. "Ballad of Jesse James"
4. "Ol' Riley"